# Powiat bohorodczański
Powiat bohorodczański – powiat województwa stanisławowskiego II Rzeczypospolitej. Jego siedzibą było miasto Bohorodczany. 1 kwietnia 1932 r. zlikwidowano powiat bohorodczański a jego terytorium włączono do powiatów nadwórniańskiego i stanisławowskiego.

## Gminy
- Bitków – 1 kwietnia 1923 włączona do powiatu nadwórniańskiego[2],
- Mołotków – 1 lipca 1925 włączona do powiatu nadwórniańskiego[3].

(W nawiasie podano powiat, do którego włączono gminę po likwidacji powiatu bohorodczańskiego)
- Babcze (nadwórniańskiego)
- Bogrówka (nadwórniańskiego)
- Dźwiniacz (nadwórniańskiego)
- Grabowiec (nadwórniańskiego)
- Jabłonka (nadwórniańskiego)
- Kosmacz (nadwórniańskiego)
- Kryczka (nadwórniańskiego)
- Krzywiec (nadwórniańskiego)
- Majdan (nadwórniańskiego) – gmina przyłączona 2 maja 1931 z powiatu kałuskiego[4]
- Manasterczany (nadwórniańskiego)
- Maniawa (nadwórniańskiego)
- Markowa (nadwórniańskiego)
- Porohy (nadwórniańskiego)
- Przysłup (nadwórniańskiego) – gmina przyłączona 2 maja 1931 z powiatu kałuskiego[4]

- Rakowiec (nadwórniańskiego)
- Rosulna (nadwórniańskiego)
- Sołotwina (nadwórniańskiego)
- Starunia (nadwórniańskiego)
- Zarzecze (nadwórniańskiego)
- Żuraki (nadwórniańskiego)
- miasto Bohorodczany (stanisławowski)
- Bohorodczany Stare (stanisławowski)
- Chmielówka (stanisławowski)
- Głębokie (stanisławowski)
- Hlebówka (stanisławowski)
- Horocholina (stanisławowski)
- Hryniówka (stanisławowski)
- Iwanikówka (stanisławowski)
- Lachowce (stanisławowski)
- Łesiówka (stanisławowski)
- Łysiec (stanisławowski)
- Łysiec Stary (stanisławowski)
- Niewoczyn (stanisławowski)
- Pochówka (stanisławowski)
- Posiecz (stanisławowski)
- Sadzawa (stanisławowski)
- Stebnik (stanisławowski)

## Miasta
- Bohorodczany

## Starosta
- Józef Nowak[5]